# SSV Markranstädt
Der Spiel- und Sportverein Markranstädt e. V. ist in der nordwestsächsischen Kleinstadt Markranstädt ansässig. Seit 2011 ist der SSV ein reiner Fußballverein mit aktuell 330 Mitgliedern und 16 Mannschaften im Spielbetrieb. Sie nutzen die Sportanlagen Stadion am Bad im Stadtpark gelegen und den Sportplatz an der Südstraße. Das Stadion ist für 4900 Besucher zugelassen und verfügt über eine überdachte Tribüne mit 340 Plätzen. Zur Saison 2009/10 übernahm für eine Saison RB Leipzig die erste Mannschaft des SSV Markranstädt in der fünftklassigen Oberliga Nordost und stieg später in die Fußball-Bundesliga auf.

## Entwicklung des Vereins
Die Ursprünge des SSV Markranstädt liegen beim am 29. März 1912 gegründeten FC Sportfreunde 1912, der sich 1920 mit dem ATV Markranstädt zum ATV und Sportfreunde Markranstädt zusammenschloss, sowie bei der 1951 ins Leben gerufenen Betriebssportgemeinschaft (BSG) Stahl Markranstädt, aus der sich nach mehreren Umstrukturierungen 1960 die BSG Turbine Markranstädt entwickelte. Der FC Sportfreunde wurde nach dem Ende des Zweiten Weltkrieges 1945 im Zuge der Direktive Nr. 23 des Alliierten Kontrollrats der Besatzungsmächte aufgelöst.
Nach einer Übergangszeit mit einer lose organisierten Sportgemeinschaft, die sich ab 1947 ZSG Glück Auf Markranstädt nannte, wurde am 17. März 1951 die BSG Stahl Markranstädt gegründet. Nach Gründung der Zentralen Sportvereinigung Motor für den metallverarbeitenden Bereich wurde die BSG in Motor Markranstädt umbenannt. 1960 wurde das Kraftwerk Kulkwitz Trägerbetrieb, woraufhin eine erneute Umbenennung in BSG Turbine erfolgte. Diese bestand bis 1990 und unterhielt mehrere Sportsektionen. Neben der Fußballsektion machten Federball und Kegeln die BSG Turbine bekannt. Die Damenmannschaft Asphaltkegeln wurde 1961 DDR-Meister. Nach den durch die Wende bedingten wirtschaftlichen Veränderungen in Ostdeutschland stellte das Kraftwerk Kulkwitz seine Unterstützung für die Betriebssportgemeinschaft im Laufe des Jahres 1990 ein.
Mitglieder der BSG gründeten zur wirtschaftlichen Absicherung des bisherigen Sportbetriebs am 4. April 1990 den bürgerlichen Verein SSV Markranstädt. Die wichtigsten Sektionen der sich auflösenden BSG wurden als Abteilungen in den SSV überführt. Im Jahre 2011 spaltete sich der Verein in die Fußballabteilung unter dem Namen SSV Markranstädt, die Abteilungen Volleyball, Badminton, Gymnastik, Floorball gingen in den BSV Markranstädt über.
2009 gab der SSV seine Männermannschaften für ein Jahr an den neu gegründeten Fußballverein RB Leipzig ab.

## Entwicklung der Fußballabteilung
Der 1912 gegründete FC Sportfreunde Markranstädt erreichte 1920 den Aufstieg in die 1. Klasse des Fußballgaus Nordwestsachsen, der 2. Liga des Verbands Mitteldeutscher Ballspiel-Vereine. Nach der Neuordnung des Fußballspielbetriebs im Dritten Reich spielten die Sportfreunde in der Bezirksklasse Leipzig, Liga 2 in Deutschland. 1938 und 1941 gewannen sie jeweils die Bezirksmeisterschaft, ohne sich für die Gauliga, höchste deutsche Spielklasse, qualifizieren zu können.
Von 1946 bis 1949 beteiligte sich die Sportgemeinschaft Markranstädt an den regionalen Leipziger Meisterschaften. Die SG Glück Auf, später die BSG Stahl spielten von 1949 bis 1952 in der Landesliga Sachsen. Zur Saison 1952/53 gehörte die BSG Motor zu den Gründungsmitgliedern der neu eingeführten drittklassigen Bezirksliga Leipzig. Nach dem sofortigen Abstieg in die Bezirksklasse pendelten die BSG Motor bzw. Turbine bis 1967 ständig zwischen Bezirksklasse und Bezirksliga. Tiefpunkt war die Saison 1964/65, in der Turbine in der fünftklassigen Kreisklasse spielen musste. Von der Saison 1966/67 spielte die BSG Turbine Markranstädt bis zum Ende des DDR-Fußballspielbetriebs 1990 in der drittklassigen Bezirksliga Leipzig. Mit Rang 5 1989/90 qualifizierten sich die Markranstädter für die neue Landesliga Sachsen, die 1990/91 noch 3. Liga im DFB-Spielbetrieb war. Ab 1993 gab es mit dem SSV Markranstädt erneut ein Wechselspiel, diesmal zwischen Landes- und Bezirksliga. 2007 wurde der SSV sächsischer Landesmeister und stieg in die zu dieser Zeit viertklassige Oberliga Nordost auf.
Nach einem 10. und einem 6. Platz wurden die Startrechte der Herren-Teams des SSV für die Saison 2009/10 an den neugegründeten Verein RB Leipzig als Einstieg abgegeben. Zur Saison 2010/11 kehrten die Mannschaften RB Leipzig II, III und IV wieder zurück und wurden zur 1., 2. und 3. Mannschaft des SSV. Bei RB Leipzig hatten diese Teams jeweils den Aufstieg in die nächsthöhere Liga geschafft. Die neue 1. Mannschaft des SSV stieg 2010 in die sechstklassige Landesliga Sachsen (Sachsenliga) auf. In der Saison 2011/12 wurde der SSV Markranstädt sächsischer Landesmeister und war somit wieder Teil der Oberliga Nordost. In den darauffolgenden Spieljahren spielte man sogar um den Aufstieg in die Regionalliga mit. In der Relegation am Ende der Saison 2014/15 scheiterte der SSV am FSV Luckenwalde. Am Ende der Saison 2016/17 stieg der Verein wieder in die Sachsenliga ab. 2019 stieg der SSV in die Landesklasse ab. Die sofortige Rückkehr in die Landesliga gelang 2020 mit dem 1. Platz nach pandemiebedingtem vorzeitigen Abbruch der Saison.

## Ligen Übersicht ab 1912
| 1912–1914 | Gau Nordwestsachsen 4. Kreisklasse                          | 5. Liga      | FC Sportfreunde 1912                           |
| 1914–1918 | Gau Nordwestsachsen 3. Kreisklasse                          | 4. Liga      | FC Sportfreunde 1912                           |
| 1918–1920 | Gau Nordwestsachsen 2. Kreisklasse                          | 3. Liga      | FC Sportfreunde 1912                           |
| 1920–1924 | Gau Nordwestsachsen 1b Klasse                               | 2. Liga      | Allgemeiner Sportverein (ATV) und Sportfreunde |
| 1924–1926 | Gau Nordwestsachsen 1. Klasse                               | 1. Liga      | Allgemeiner Sportverein (ATV) und Sportfreunde |
| 1926–1927 | Gau Nordwestsachsen 1b Klasse                               | 2. Liga      | Allgemeiner Sportverein (ATV) und Sportfreunde |
| 1927–1933 | Gau Groß-Leipzig 1. Klasse                                  | 1. Liga      | Allgemeiner Sportverein (ATV) und Sportfreunde |
| 1933–1935 | Bezirksklasse Leipzig                                       | 2. Liga      | Allgemeiner Sportverein (ATV) und Sportfreunde |
| 1935–1936 | Kreisklasse Leipzig                                         | 3. Liga      | Allgemeiner Sportverein (ATV) und Sportfreunde |
| 1936–1944 | Bezirksklasse Leipzig                                       | 2. Liga      | ab 1940 Sportfreunde 1912                      |
| 1944/45   | Sächsische Kriegsklasse – Sportkreis Leipziger Schlachtfeld | 1. Liga      | ab 1940 Sportfreunde 1912                      |
| 1945 – 48 | Kreisklasse / Stadtliga Leipzig                             | 1. Liga      | SG                                             |
| 1948/49   | Bezirksliga Leipzig                                         | 1. Liga      | Glück Auf                                      |
| 1949–1952 | Landesliga Sachsen                                          | 2. / 3. Liga | Glück Auf / Stahl                              |
| 1952–1953 | Bezirksliga Leipzig                                         | 3. Liga      | BSG Motor                                      |
| 1953–1955 | Bezirksklasse Leipzig                                       | 4. Liga      | BSG Motor                                      |
| 1956–1957 | Bezirksliga Leipzig                                         | 4. Liga      | BSG Motor                                      |
| 1958–1959 | Bezirksklasse Leipzig                                       | 5. Liga      | BSG Motor                                      |
| 1960–1962 | Bezirksliga Leipzig                                         | 4. Liga      | BSG Turbine                                    |
| 1962–1964 | Bezirksklasse Leipzig                                       | 5. / 4. Liga | BSG Turbine                                    |
| 1964–1965 | Kreisklasse Leipzig                                         | 5. Liga      | BSG Turbine                                    |
| 1965–1966 | Bezirksklasse Leipzig                                       | 4. Liga      | BSG Turbine                                    |
| 1966–1990 | Bezirksliga Leipzig                                         | 3. Liga      | BSG Turbine                                    |
| 1990–1993 | Landesliga Sachsen                                          | 3. / 4. Liga | SSV                                            |
| 1993–1995 | Bezirksliga Leipzig                                         | 5. / 6. Liga | SSV                                            |
| 1995–1996 | Landesliga Sachsen                                          | 5. Liga      | SSV                                            |
| 1996–1999 | Bezirksliga Leipzig                                         | 6. Liga      | SSV                                            |
| 1999–2007 | Landesliga Sachsen                                          | 5. Liga      | SSV                                            |
| 2007–2009 | Oberliga Nordost                                            | 4. / 5. Liga | SSV                                            |
| 2009–2010 | Kein Antritt                                                | –            | SSV                                            |
| 2010–2012 | Landesliga Sachsen                                          | 6. Liga      | SSV                                            |
| 2012–2017 | Oberliga Nordost                                            | 5. Liga      | SSV                                            |
| seit 2017 | Landesliga Sachsen                                          | 6. Liga      | SSV                                            |

Quelle: Archiv Leipziger Fußballverband, Chronik 100 Jahre Fußball Markranstädt

## Personen von besonderer Bedeutung
- Wolfgang Altmann (* 1952) war Jugendfußballer bei der BSG Turbine. Danach spielte er 325-mal für den 1. FC Lok Leipzig in der DDR-Oberliga und gewann dreimal den DDR-Fußballpokal. Zwischen 1990 und 1995 unterstützte er den SSV Markranstädt in der Landesliga und Bezirksliga.
- Dieter Fischer (* 1937) war Jugendspieler in Markranstädt. Er spielte zwischen 1953 und 1956 in der 1. Mannschaft der BSG Motor. Danach wurde er Oberligaspieler beim FC Lokomotive Leipzig und vierfacher Fußballnationalspieler der DDR.
- Rudi Glöckner war einer der erfahrensten Fußballschiedsrichter im DDR-Fußball, pfiff das WM-Finale 1970. Er begann beim FC Sportfreunde Markranstädt Fußball zu spielen.
- Siegfried Fettke (1928–2012) spielte seit 1938 bei Sportfreunde, SG und ZSG Glück Auf. Danach ging er nach Leipzig und bestritt 210 Oberligaspiele für Einheit Ost und Sportclub Rotation.
- Heinz Wagner (1921–1993) spielte bei SG und ZSG Glück Auf. Anschließend u. a. für Einheit Leipzig Ost 30 Oberligaspiele.
- Wolfram Löwe war Jugendfußballer bei der BSG Turbine. Er gewann 1976 olympisches Gold und spielte 43-mal in der DDR-Nationalmannschaft.
- Uwe Ferl bestritt 107 DDR-Oberligaspiele und beendete seine Karriere beim SSV, danach bekleidete er mehrere Male das Traineramt der 1. Mannschaft
- Thomas Kläsener kam zur Spielzeit 2011/12 von RB Leipzig zur Mannschaft. Kläsener absolvierte u. a. 32 Bundesligaspiele (1 Tor) für den FC Schalke 04.
- Jürgen Raab arbeitete von 2011 bis 2013 als Cheftrainer, Raab war vorher unter anderem 20facher DDR-Nationalspieler und Co-Trainer unter Hans Meyer bei Borussia Mönchengladbach.
- Heiko Weber folgte auf Jürgen Raab. Er saß von 2013 bis 2015 auf der Trainerbank beim SSV. Ebenso wie Raab hatte Weber seine Glanzzeit als Spieler beim FC Carl Zeiss Jena.
- Franziska Wildfeuer, Schiedsrichterin in der Frauen-Bundesliga